# Mark McKenna
Mark McKenna (Dublin, 5 de maio de 1996) é um ator, músico e cantor irlandês.  Ele é mais conhecido por ter estrelado o filme Sing Street: Música e Sonho (2016) e a websérie Wayne do YouTube Premium.

## Filmografia

### Cinema
| Ano  | Título                     | Papel          | Nota(s)      |
| ---- | -------------------------- | -------------- | ------------ |
| 2016 | Sing Street                | Eamon          |              |
| 2018 | Overlord                   | Soldado Murphy |              |
| 2020 | The Winter Lake            | Col            |              |
| TBA  | Dalíland                   | Alice Cooper   | Pós-produção |
| 2025 | Pequenas Coisas Como Estas | Ned            |              |

### Televisão
| Ano  | Título             | Papel                | Nota(s)     |
| ---- | ------------------ | -------------------- | ----------- |
| 2017 | Redwater           | Jimmy                | 2 episódios |
| 2019 | Wayne              | Wayne McCullough Jr. |             |
| TBA  | One Of Us Is Lying | Simon Kelleher       |             |